# Апоцефалус
Апоцефалус (лат. Apocephalus) — род мух горбаток из подсемейства Metopininae. Количество видов на сегодняшний день обнаружено почти 280 видов, но это ещё не предел.

## Распространение
Известны из влажных лесов близ экватора, на север до лесной полосы Северной Америки и на юг в Аргентину (хотя их численность больше в Чили). Это маленькие, всего 1—3 миллиметра в длину, мухи.

## Экология
Род Apocephalus огромная, плохо изученная группа мух Нового Света, но известно, что они паразитируют на различных хозяевах. Apocephalus s. str. на самом деле являются «палачами муравьёв», которые отсоединяют голову муравья от его тела. Итак Браун в 1997 году сгруппировал членов подрода на пять видовых групп:
1. группа attophilus — в основном паразитоиды муравьёв-листорезов Attini;
2. группа miricauda — в основном паразитоиды муравьёв-понерин Ponerinae;
3. группа pergandei — в основном паразитоиды муравьёв-древоточцев Camponotus;
4. группы feeneri — в основном паразитоиды муравьёв рода Pheidole;
5. группы grandipalpus — в основном паразитоиды муравьёв рода Pheidole .

Однако в подроде осталось несколько видов не входящих ни в одну из этих неформальных групп.
Второй подрод — Mesophora, имеет отличия, и строения и поведения, от первого подрода. В отличие от самок Apocephalus s. str. самки Mesophora атакуют не муравьёв а других хозяев, а именно пчёл, пауков, ос, шмелей, и чаще всего элатероидных жуков (в особенности светляков (Lampyridae)). Браун в 1996 году анализировал родственные связи подрода Mesophora, используя филогению, и нашёл, что переход с муравьёв на элатероидных связан с тем, как раньше примитивные представители этого подрода стали паразитировать на осах, у которых отсутствует жало.

## Перечень видов
Некоторые виды:
- Apocephalus analis
- Apocephalus antennatus
- Apocephalus aridus
- Apocephalus borealis
- Apocephalus coquilletti
- Apocephalus disparicauda
- Apocephalus feeneri
- Apocephalus gemellus
- Apocephalus grandipalpis
- Apocephalus horridus
- Apocephalus mortifer
- Apocephalus palposus
- Apocephalus paraponerae
- Apocephalus paulus
- Apocephalus pergandei
- Apocephalus platypalpis
- Apocephalus similis
- Apocephalus sulcatus
- Apocephalus tenuipes
- Apocephalus wallerae
- Apocephalus wheeleri
- Apocephalus wirthi